# Слава Гвоздић
Слава Гвоздић (Сремска Митровица, 28. јануар 1928 — Загреб, 20. јул 1983.) била је српска сликарка и педагошкиња која је живела и стварала у Хрватској.  

## Биографија
Слава Гвоздић је 1954. дипломирала сликарство на Академији у Загребу. 
Радила је као средњошколска наставница у Корчули, од 1958. у Сплиту, од 1960. у Госпићу; од 1961. у Загребу ради у осмогодишњој школи, од 1965. као слободна уметница. Током боравка у Торонту 1967–69. похађала је школу за дизајн.

## Самосталне изложбе
- Загреб (1958, 1961, 1964, 1970, 1972–73, 1979–80, 1982),
- Сплит (1958),
- Госпић (1961),
- Торонто (1968),
- Сисак (1971, 1975),
- Копривница.

## Групне изложбе
- Загреб (1961, 1965, 1982),
- Загребачки салон (1969, 1971),
- Умјетници Југославије Његошу (Цетиње 1974),
- Плави салон (Задар 1974).

Посмртно јој је приређена ретроспективна изложба у Загребу 1990. и 2001. 

## Уметничко стваралаштво
Слава Гвоздић је прво сликала мртве природе, портрете и морске пејзаже у духу Сезана и експресионизма (Лукови, 1954; Плави аутопортрет, 1959), потом дела блиске лирској апстракцији, усмерена на истраживање колористичких вредности (Трагом маште 1, 1967). Слава Гвоздић у својим сликама темпером Игра боја и облика нагиње апстракцији и декоративности. 